# Iambia sinica
Iambia sinica är en fjärilsart som beskrevs av Yang 1964. Iambia sinica ingår i släktet Iambia och familjen nattflyn. Inga underarter finns listade i Catalogue of Life.